# Врховљан
Врховљан је насељено место у саставу општине Свети Мартин на Мури у Међимурској жупанији, Хрватска. До територијалне реорганизације у Хрватској налазио се у саставу старе општине Чаковец.

## Становништво
На попису становништва 2011. године, Врховљан је имао 291 становника.

## Попис1991.
На попису становништва 1991. године, насељено место Врховљан је имало 342 становника, следећег националног састава:
| Попис 1991.‍ | Попис 1991.‍ | Попис 1991.‍ | Попис 1991.‍ | Попис 1991.‍ |
| ----------- | ----------- | ----------- | ----------- | ----------- |
|             |             |             |             |             |
| Хрвати      | Хрвати      |             | 318         | 92,98%      |
| Словенци    | Словенци    |             | 7           | 2,04%       |
| Срби        | Срби        |             | 2           | 0,58%       |
| Мађари      | Мађари      |             | 1           | 0,29%       |
| Чеси        | Чеси        |             | 1           | 0,29%       |
| непознато   | непознато   |             | 13          | 3,80%       |
| укупно: 342 |             |             |             |             |